# 首相答問環節
首相答問環節（英語：Prime Minister's Questions）是英國的一項憲政慣例及國會程序，讓英國首相答覆國會議員提出的質詢。自1997年起，下議院逢星期三的中午時段會舉行為時約30分鐘的答問環節。
政府研究所曾經將首相答問環節形容為「英國政治中最顯著、最具國際知名度的特徵」。

## 歷史
1997年前在星期二及四，首相會用15分鐘回答議員的提問。

## 相似程序
在加拿大，同類的習慣被稱為問題時段（Question Period），而且加拿大下議院及加拿大上議院均會這樣做；在澳洲及新西蘭就稱為問題時間（Question Time）；而印度的印度人民院則設有問題小時（Question Hour）。在英國的構成國內，蘇格蘭議會、威爾斯議會及北愛爾蘭議會則稱為首席部長答問環節。

## 外部連結
- UK Parliament Youtube Official Channel （页面存档备份，存于）
- 英國國會 （页面存档备份，存于） 首相答問環節的講稿及影片連結
- BBC Documentary about PMQs （页面存档备份，存于） (Real Player)
- BBC Documentary about PMQs （页面存档备份，存于） (Windows Media Player)
- BBC PMQs video podcast （页面存档备份，存于）